# Momostong Kangri I
Mamostong Kangri lub Mamostang Kangri to najwyższy szczyt pasma Rimo Muztagh, który jest częścią Karakorum. Leży w północnych Indiach w pobliżu kwestionowanej granicy z Pakistanem. 
Mamostong Kangri nie jest zbyt często odwiedzany, z racji swego położenia i niestabilnej sytuacji politycznej regionu. Pierwszego wejścia (13 września 1984 r.) dokonali członkowie japońsko-hinduskiej ekspedycji: N. Yamada, K. Yoshida, R. Sharma, P. Das, i H. Chauhan. 